# السيخية في الإمارات العربية المتحدة

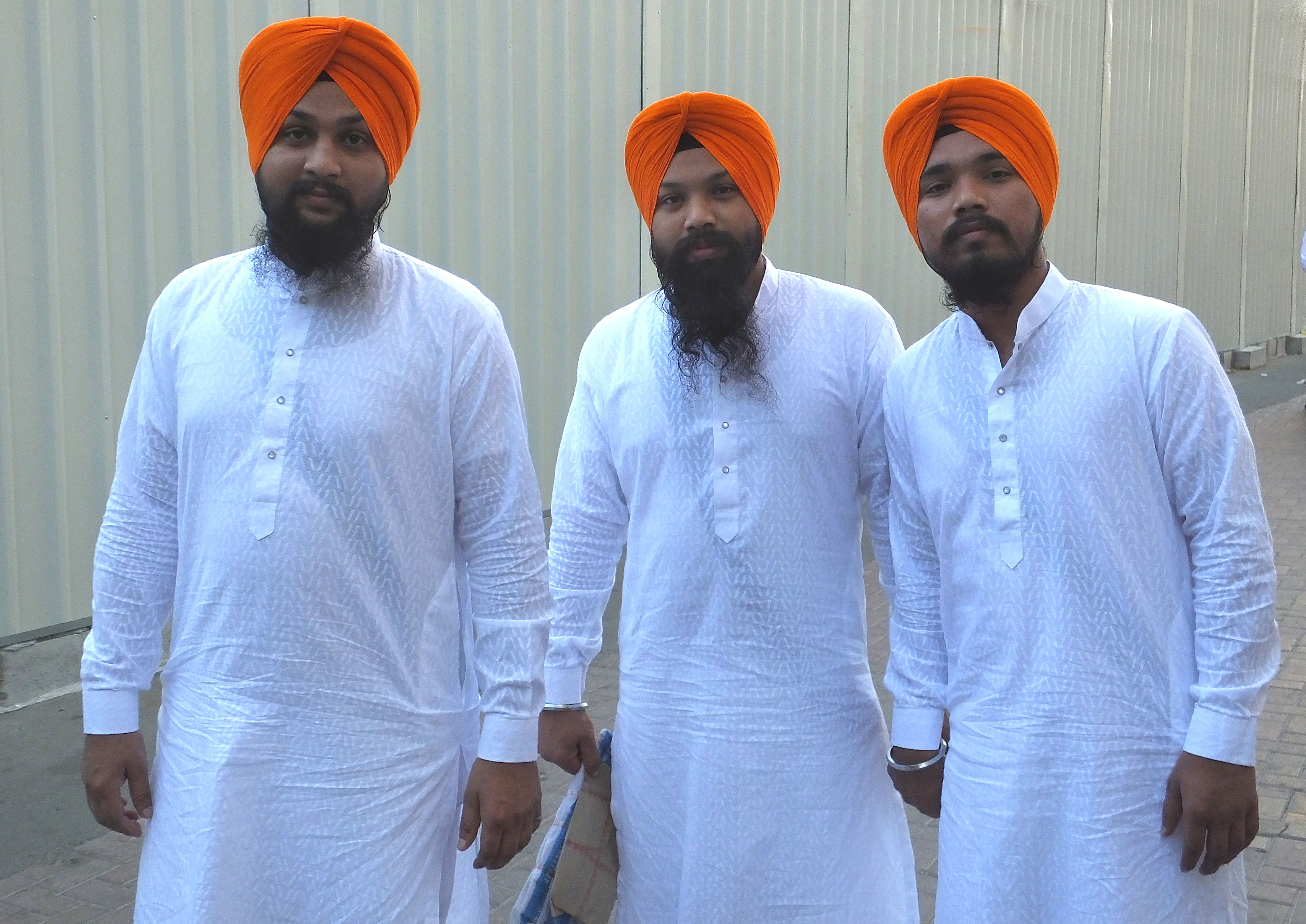
صورة لثلاثة من السيخ في الإمارات

تُقدّر أعداد أتباع الديانة السيخية في الإمارات العربية المتحدة بما يزيد عن 50,000 شخص، وتتواجد غالبية السيخ في الإمارات العربية المتحدة في دبي، وهم من المغتربين وتعود أصولهم في الغالب إلى البنجاب بالهند. هناك عدد أقل من السيخ الباكستانيين أيضاً.
يوجد في مدينة دبي غوردوارا سيخي والذي يخدم أكثر من 10,000 من المصلين. في يونيو من عام 2010 وُضعت الأسس لجورو ناناك داربار بتكلفة قدرها 20 مليون دولار، ويقع الغوردوارا الكبير في جبل علي في دبي، وسيكون أول معبد للسيخ «رسمي» في دول الخليج العربي بأكمله، وسيلبي احتياجات مجتمع السيخ المحلي. وقدّم الشيخ محمد بن راشد آل مكتوم مساحة 2540 قدم مربع من الأرض لبناء المبنى. ولتطوير القيم الدينية بين الجيل القادم من الهنود غير المقيمين، تُعقد جلسات خاصة لمدة ثلاث ساعات للأطفال يوم السبت في المعبد حيث يتعلمون اللغة البنجابية و«كيرتانز» وكيفية التصرف في أماكن العبادة.
كمايوفرالمعبد وجبات طعام وحفلات لقاء مع آخرين من السيخ وقد أعانهم  على الاندماج وسهل  حياتهم الجديدة في دبي.

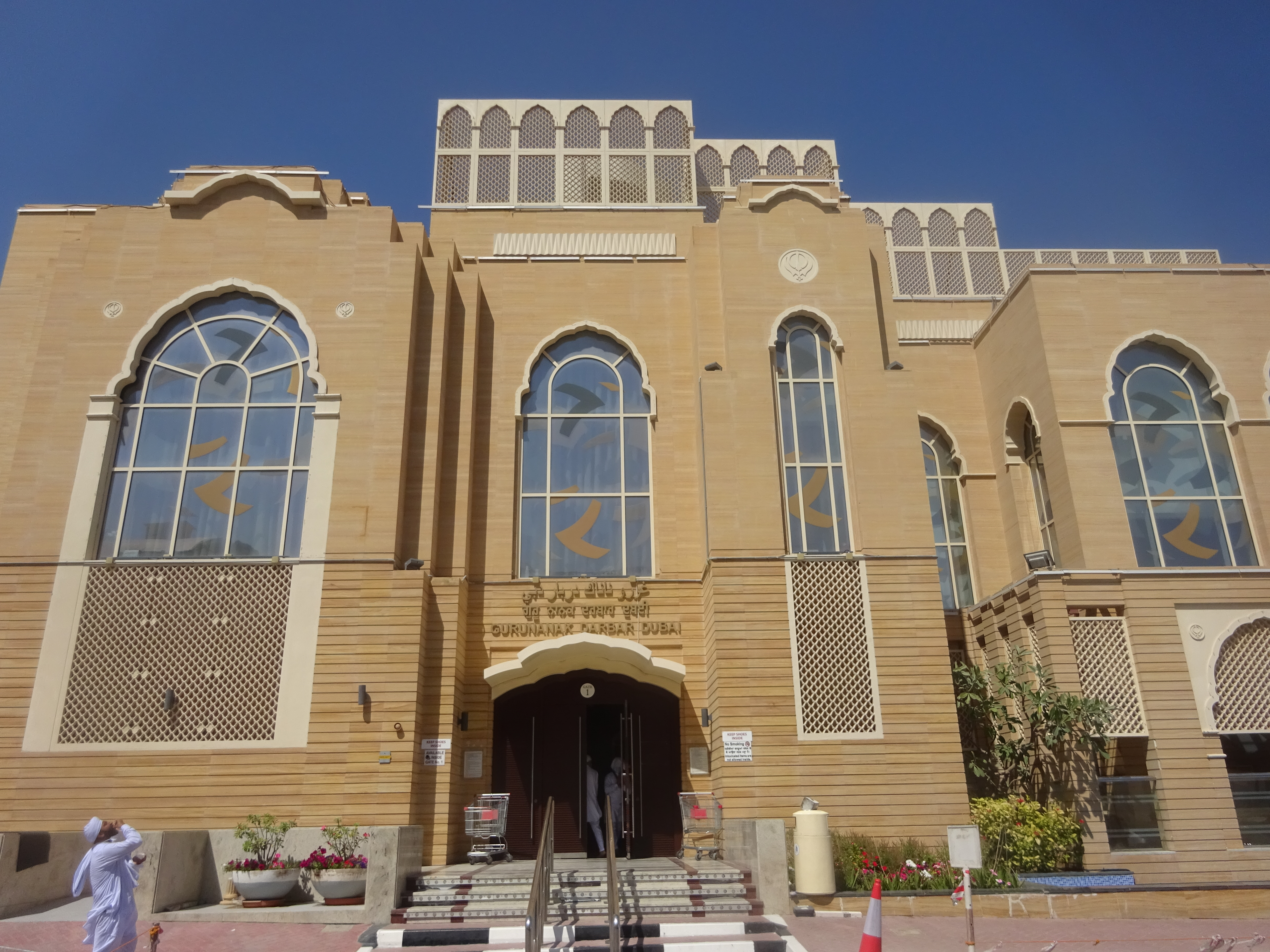
غورو ناناك دربار (دبي)

## مواقع خارجية
- Gurunanak Darbar Dubai
- Sikhs in Dubai